# 拉斐尔·梅西·保利
拉斐尔·梅西·保利（法語：Raphaël Éric Messi Bouli，1992年4月28日—），全名拉斐尔·埃里克·梅西·保利（法語：Raphaël Éric Messi Bouli），出生于喀麦隆雅温得，足球运动员，现效力于中甲球队黑龙江FC，司职前锋。

## 职业生涯

### 俱乐部
拉斐尔·梅西·保利于2013年在雅温得FAP队开始了自己的足球职业生涯。一年后，保利转会至雅温得加农炮队开始了2014赛季和2015赛季的征程。2016年，保利转会至阿佩杰斯学院，在那里他随队赢得了2016年喀麦隆杯冠军。2017赛季，保利在24场联赛比赛中攻进了14粒进球。2018年3月1日，保利正式加盟中甲球队延边富德队。同年4月1日，保利在延边富德队对阵内蒙古中优队的比赛中完成了中国赛场上的首秀。
此后，保利辗转伊朗球队胡齐斯坦和印度球队喀拉拉爆破手，并于2020年9月重返中国加盟中甲球队黑龙江FC。

### 国家队
2013年8月10日，拉斐尔·梅西·保利在2014年非洲国家锦标赛预选赛代表喀麦隆队出战加蓬队，这是他首次代表国家队出战。在2018年非洲国家锦标赛预选赛对阵圣多美和普林西比队时攻入了他职业生涯中第一粒国家队进球。2017年11月，保利被喀麦隆队征召在2018年国际足联世界杯预选赛非洲区第三轮的比赛中出战赞比亚队。几个月之后，保利又被征召为2018年非洲国家锦标赛喀麦隆国家足球队成员，并在对阵刚果队、安哥拉队和布基纳法索队的比赛中出场，并帮助喀麦隆队从小组赛中成功出线。

## 统计数据
以下数据均来自Soccerway数据库，最后更新日期为2018年5月29日。

### 俱乐部
| 俱乐部       | 赛季     | 联赛               | 联赛   | 联赛   | 杯赛   | 杯赛   | 超级杯 | 超级杯 | 洲际比赛 | 洲际比赛 | 其他比赛 | 其他比赛 | 总计   | 总计   |
| 俱乐部       | 赛季     | 级别               | 出场数 | 进球数 | 出场数 | 进球数 | 出场数 | 进球数 | 出场数   | 进球数   | 出场数   | 进球数   | 出场数 | 进球数 |
| ------------ | -------- | ------------------ | ------ | ------ | ------ | ------ | ------ | ------ | -------- | -------- | -------- | -------- | ------ | ------ |
| 阿佩杰斯学院 | 2017     | 喀麦隆足球甲级联赛 | 24     | 14     | 0      | 0      | —      | —      | —        | —        | 0        | 0        | 24     | 14     |
| 延边富德     | 2018     | 中国足球甲级联赛   | 8      | 2      | 0      | 0      | —      | —      | —        | —        | 0        | 0        | 8      | 2      |
| 生涯总计     | 生涯总计 | 生涯总计           | 32     | 16     | 0      | 0      | —      | —      | —        | —        | 0        | 0        | 32     | 16     |

1. ↑  包括喀麦隆杯（英语：Cameroonian Cup）和中国足协杯。

### 国家队
| 国家队 | 年份 | 出场数 | 进球数 |
| ------ | ---- | ------ | ------ |
| 喀麦隆 | 2013 | 1      | 0      |
| 喀麦隆 | 2017 | 2      | 1      |
| 喀麦隆 | 2018 | 3      | 0      |
| 总计   | 总计 | 6      | 1      |

## 荣誉
阿佩杰斯学院
- 喀麦隆杯（英语：Cameroonian Cup）：2016年